# Hibbertia ovata
Hibbertia ovata är en tvåhjärtbladig växtart som beskrevs av Steudel. Hibbertia ovata ingår i släktet Hibbertia och familjen Dilleniaceae. Inga underarter finns listade i Catalogue of Life.